# Escut de Montesa
L'escut de Montesa és un símbol representatiu oficial de Montesa, municipi del País Valencià, a la comarca de la Costera. Té el següent blasonament:
| « | Escut quadrilong de punta redona. En camp d'argent, un castell amb tres torres del natural, maçonat i aclarit de sable, acostat de dues creus. A la destra, creu flordelisada de sable, i a sinistra creu plena de Sant Jordi de gules. Al timbre, corona reial oberta. | » |

## Història
L'escut va ser rehabilitat per Resolució de 16 de febrer de 2001, del conseller de Justícia i Administracions Públiques, publicada en el DOGV núm. 3.968, de 28 de març de 2001.
Es tracta de l'escut usat històricament pel municipi des de l'edat mitjana. S'hi representa el castell de Montesa, seu de l'orde homònim, amb les dues creus que l'orde militar de Santa Maria de Montesa ha fet servir al llarg del temps, la de Calatrava i la de Sant Jordi.
A l'Arxiu Històric Nacional es conserva l'empremta en tinta de 1876 d'un segell de 1848, segons la nota que l'acompanya, on hi apareix aquest escut amb una torre torrejada en comptes d'un castell.

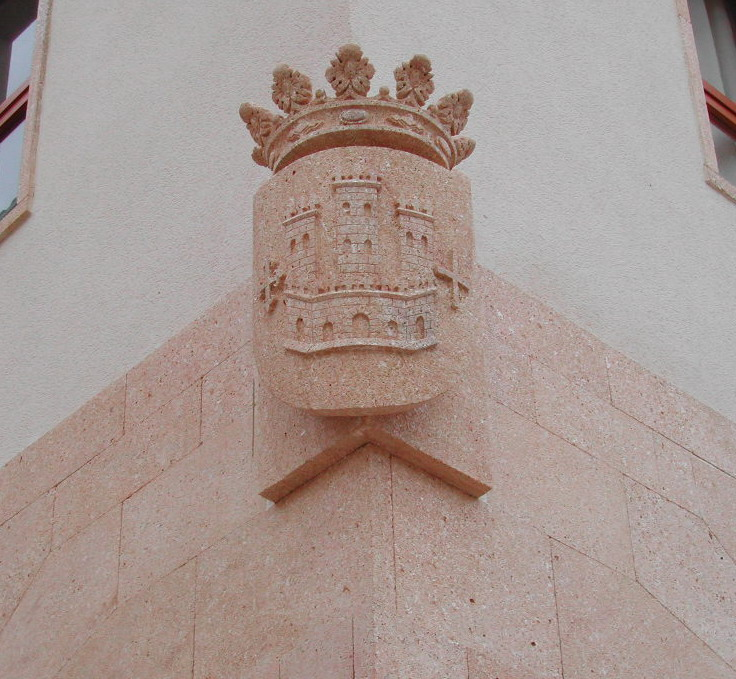
Escut de Montesa a la façana de l'ajuntament.
Segell de l'Alcaldia (AHN, 1876).